# Journée de l'aviation civile internationale
La journée de l'aviation civile internationale est une journée internationale proclamée par l'Assemblée générale des Nations unies le 7 décembre 1996.
Cette journée était célébrée par l'Organisation de l'aviation civile internationale depuis le 7 décembre 1994, date du 50e anniversaire de la Convention relative à l'aviation civile internationale.

## Sources
- (en) Cet article est partiellement ou en totalité issu de l’article de Wikipédia en anglais intitulé « International Civil Aviation Day » (voir la liste des auteurs).